# 五百羅漢 (遠野市)

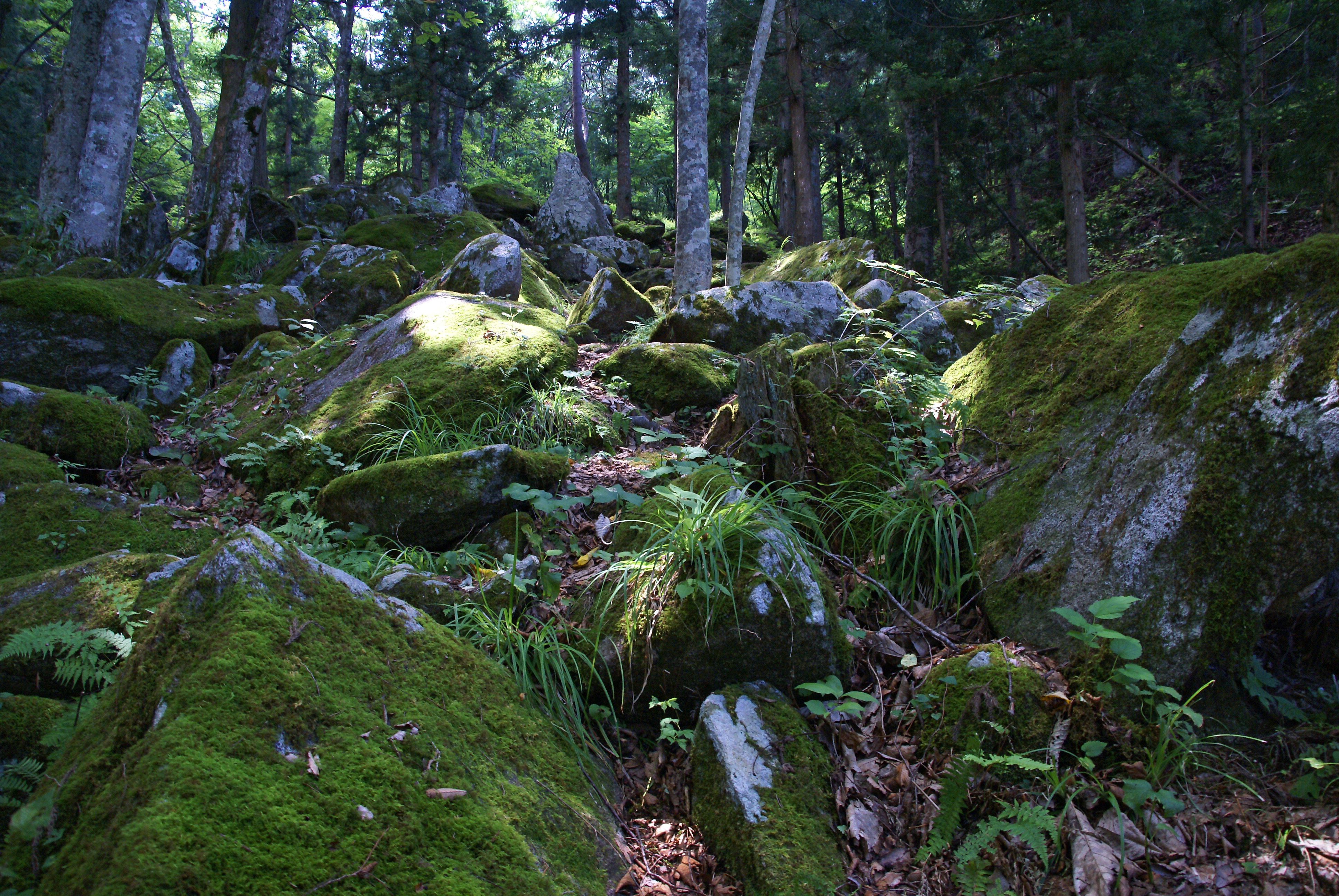
苔生した羅漢が刻まれた自然石

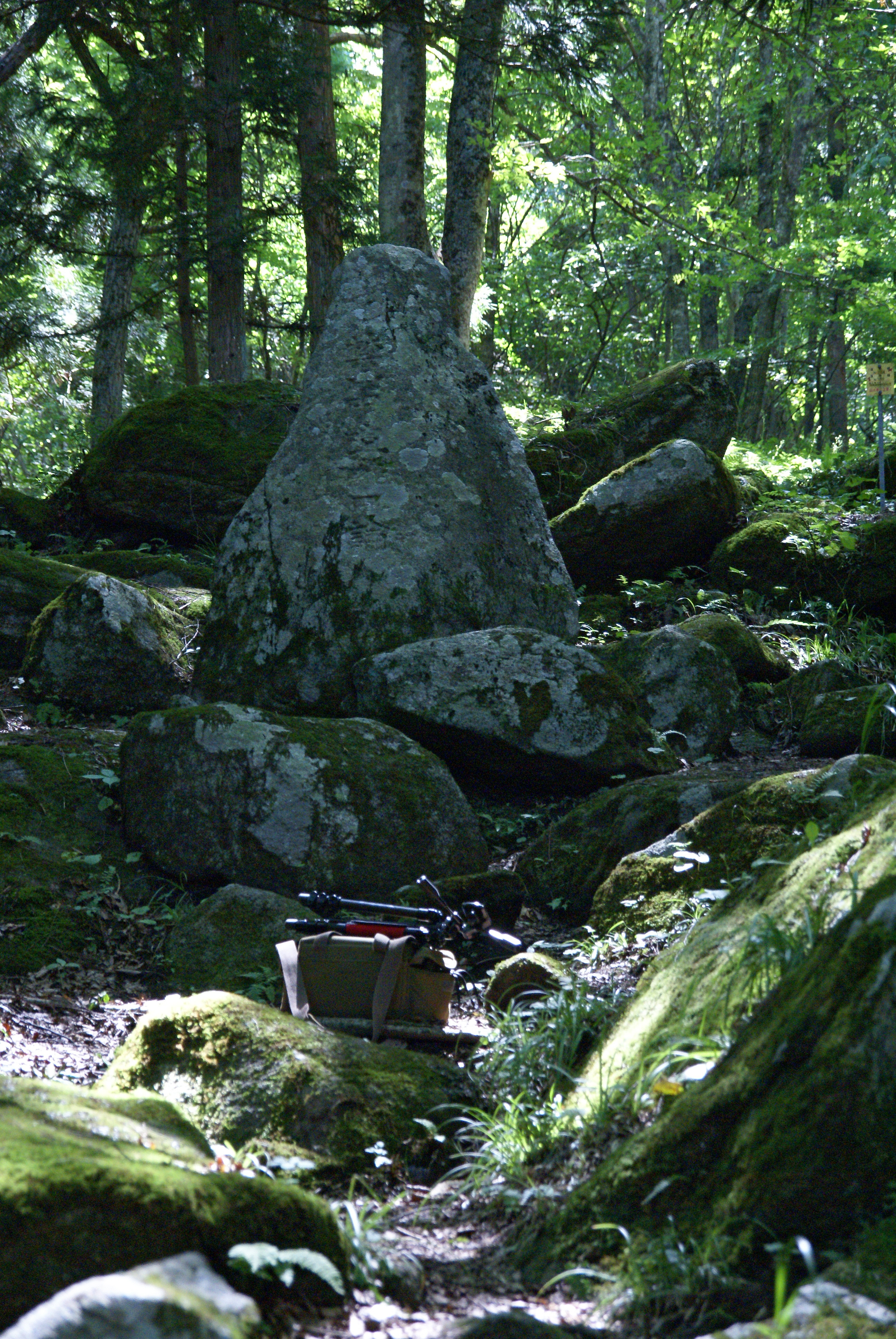

五百羅漢（ごひゃくらかん）は岩手県遠野市にある江戸時代天明期に刻まれた石像群。

## 概要
遠野における天明の大飢饉による餓死者を供養するために、天明3年（1765年）に大慈寺の義山が山中の自然石に500体の羅漢像を刻んだものと伝わる。
羅漢像は立体的な彫刻ではなく、絵画のような線彫りである。

## 所在地
岩手県遠野市綾織町新里

## 交通アクセス
- 遠野駅から早池峰バス「遠野バスセンター」行きで6分、「遠野営業所」下車、徒歩10分

## 周辺情報
- 卯子酉様
- 愛宕神社